# Adalbert Kraffert
Adalbert Hermann Kraffert (ur. 17 października 1828 w Braniewie, zm. 9 lipca 1889 we Freudenstadt) – nauczyciel gimnazjalny, historyk lokalny i poeta.

## Życiorys

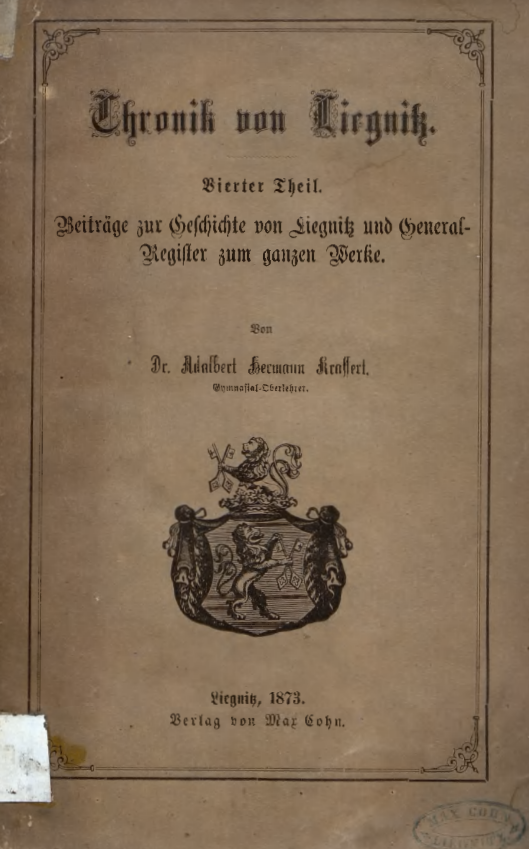
Chronik von Liegnitz (Kronika Legnicy), t. 4, 1873

Urodził się w Braniewie w rodzinie ewangelickiej. Pobierał nauki w miejscowym gimnazjum o wieloletnich, średniowiecznych tradycjach, które ukończył wraz z maturą na jesieni (Michaelis) 1846 roku. W tym samym roku wyjechał na studia teologiczne na Uniwersytet Albrechta w Królewcu, zmienił jednak kierunek studiów na historyczno-filologiczny. Studia ukończył uzyskanym stopniem doktora w dniu 24 maja 1851 roku. Po zdanym egzaminie nauczycielskim i roku stażu, od 1853 rozpoczął pracę jako nauczyciel pomocniczy w najstarszej uczelni Prus – Kneiphöfisches Gymnasium w Królewcu. W 1855 został mianowany pierwszym nauczycielem w Realschule w Instenburgu (Czerniachowsk), w 1858 nauczycielem starszym (Oberlehrer). W 1860 przeniósł się do Frankfurtu nad Menem, gdzie był nauczycielem w szkole średniej (Realschule) do roku 1866. Od 1866 pracował w gimnazjum w Legnicy. W 1875 został przeniesiony do Gymnasium Ulricianum w Aurich w Dolnej Saksonii, tam w 1877 został mianowany profesorem. W tym samym jeszcze roku został przeniesiony do gimnazjum w Verden. Zmarł 9 lipca 1889 w czasie urlopu we Freudenstadt.

## Publikacje[5][6]
- Über den Zusammenhang von Schuld und Strafe 1856
- Bilder aus der römischen Kaiserzeit 1862
- Geschichte des evangelischen Gymnasiums zu Liegnitz 1869
- Verzeichnis der Abiturienten des Gymnasiums zu Liegnitz 1772–1872, 1873
- Vom Baume des Lebens 1871
- Beiträge zur Kritik und Erklärung lateinischer Autoren 1881
- Beiträge zur Kritik und Erklärung lateinischer Autoren II Teil, 1882
- Beiträge zur Kritik und Erklärung lateinischer Autoren III Tel, 1883
- Neue Beiträge zur Kritik und Erklärung lateinischer Autoren, 1888